# Bolitoglossa veracrucis
Espèce
Statut de conservation UICN

 EN B1ab(iii) : En danger
Bolitoglossa veracrucis est une espèce d'urodèles de la famille des Plethodontidae.

## Répartition
Cette espèce est endémique de l'État de Veracruz au Mexique. Elle se rencontre à Jesús Carranza entre 100 et 1 000 m d'altitude.

## Description
Le mâle holotype mesure 96 mm de longueur totale dont 50 mm de longueur standard et 46 mm de queue. Son dos est brun teinté de lavande clair avec des taches roussâtres. Son ventre est de la même couleur mais plus claire et avec de nombreuses taches crème ou jaunes.

## Étymologie
Son nom d'espèce, veracrucis, lui a été donné en référence à sa localité type, l'État de Veracruz.

## Publication originale
- Taylor, 1951 : A new Veracrucian salamander. University of Kansas Science Bulletin, vol. 34, no 1, p. 189-193 (texte intégral).